# Bactrocera anthracina
Bactrocera anthracina
 es una especie de díptero que Drew describió por primera vez en 1971. Bactrocera anthracina pertenece al género Bactrocera de la familia Tephritidae.